# Empathischer Kurzschluss
Der empathische Kurzschluss (EKS) beschreibt eine scheinbar wohlwollende, aber faktisch invalidierende verbale Reaktion auf eine emotionale Botschaft einer anderen Person. Dabei ist dem Sender solch einer empathisch kurzschlüssigen Reaktion der wohlwollende Anteil der Botschaft bewusst, meistens allerdings nicht der invalidierende Anteil. Beispiele für empathische Kurzschlüsse sind Sätze wie „Das wird schon wieder“ oder „So schlimm ist es doch gar nicht“ als Reaktion auf die Sorgen oder Ängste eines Gegenübers im Gespräch. Invalidierend ist der empathische Kurzschluss, da Sätze wie „So schlimm ist es doch gar nicht“ im Prinzip sagen „Du siehst die Situation falsch“ oder „Dein emotionales Erleben in dieser Situation ist nicht richtig.“
Das Konzept des EKS wurde von Tobias Altmann basierend auf unterschiedlichen Kommunikationsmodellen wie beispielsweise der Gewaltfreien Kommunikation formuliert und in Trainings für Pflegekräfte evaluiert.

## Entstehung eines empathischen Kurzschlusses
Ursache für empathische Kurzschlüsse sind zumeist unangenehme Emotionen anderer Personen, mit denen man sich selbst nicht auseinandersetzen will oder kann. Der empathische Kurzschluss ist dann eine kurzfristige Abwehr, indem die Situation des Gegenübers umgedeutet bzw. invalidiert wird.
Hierbei wird von einer kommunikativen Interaktion zwischen zwei Personen ausgegangen. Eine Person A teilt mit einer Person B einen emotionalen Inhalt, z. B. die Sorgen über die bevorstehende Herzoperation von Person A. Grundsätzlich ist von einer empathischen Übertragung der Emotionen der Person A auf die Person B auszugehen. Person B fühlt also (zum Teil) die Emotionen von Person A mit. Wenn nun aber diese geteilten bzw. übernommenen Emotionen für Person B zu aversiv bzw. unangenehm oder zu belastend sind bzw. diese Emotionen situativ die eigene Emotionsregulationskompetenz übersteigen, bedrohen sie die aktuelle emotionale Stabilität von Person B. Dies kann (zumeist unbewusst) weitere negative Emotionen wie Hilflosigkeit und Überforderung auslösen und zu einer hohen inneren Anspannung führen. Entsprechend ist Person B motiviert, für die Sicherung der eigenen emotionalen Lage bzw. für die Reduktion der aversiven Emotionen zu sorgen.
Ein Ausweg ist für Person B, die Situation von Person A umzuinterpretieren. Durch eine Uminterpretation der Situation von Person A müssten sich auch andere Emotionen für Person A ergeben, die dann auch für Person B mitfühlend leichter zu ertragen sind. Die Mitteilung der Uminterpretation (Invalidierung) ist der empathische Kurzschluss.
Am Beispiel der Herzoperation von Person A könnte der empathische Kurzschluss von Person B als Reaktion auf die Mitteilung der Sorgen von Person A lauten: „Ach, da muss man sich keine Sorgen machen, solche Operationen machen die ständig, da passiert schon nichts.“ Diese Reaktion erscheint auf einer Oberflächenebene der Kommunikation wohlwollend und beruhigend gemeint, aber die eigentliche Motivation für diese Reaktion ist die Uminterpretation und damit die Möglichkeit, die eigene emotionale Lage zu beruhigen. Die empathisch kurzschlüssige Reaktion nimmt nur oberflächlich Bezug auf die Situation des Gegenübers (Person A) und nicht auf die eigentlichen Bedürfnisse, die in Person A in dieser Situation aktiv sind (z. B. Klarheit, Information, Mitgefühl).
Der empathische Kurzschluss ist „empathisch“, da er auf eine Empathie erfordernde Situation bezogen ist. Er ist ein „Kurzschluss“, da das kommunikative Potenzial der Situation ausgelöscht wird, also sinnbildlich wie ein elektrisches Potenzial nach einem elektrischen Kurzschluss erlischt. Durch den empathischen Kurzschluss wird die kommunikative Situation abgebrochen. Ein weiteres Gespräch über die Sorgen von Person A kann nur aufkommen, wenn Person A diese erneut anspricht.

## Folgen des empathischen Kurzschlusses
Als Folge des emotionalen Kurzschlusses wird vom Sender (also Person B) kurzfristig eine Erleichterung von der empathisch übertragenen aversiven bzw. unangenehmen Emotion erlebt. Häufig ist die Zufriedenheit beim Empfänger gering, da das eigentliche Bedürfnis nicht erfüllt wurde. Gleichzeitig können sich auch beim Sender langfristig Unzufriedenheit und Unzulänglichkeit bezüglich der eigenen Kommunikation einstellen. Dies wird besonders in Berufsgruppen mit hohem Zeitdruck und hoher Frequenz empathisch-erfordernder Interaktionen wie z. B. in sozialen Berufen und speziell der Krankenpflege im Zusammenhang mit der Entstehung von Arbeitsunzufriedenheit sowie von Belastungssymptomen wie Depressivität und Burnout diskutiert. Die Entstehung solcher Symptome wird demnach nicht auf einzelne Gründe oder Situationen zurückgeführt, sondern auf die Anhäufung vieler empathisch kurzschlüssigen Interaktionen über eine längere Zeit.